# Троянда Лютера

Троянда Лютера

Печатка Лютера або троянда Лютера — широко відомий символ лютеранства. Цю печатку було розроблено для Мартіна Лютера за наказом саксонського князя Йогана-Фрідріха в 1530 році. У той час теолог перебував в Кобурзькій фортеці. Лютер мав на меті створити печатку, яка б стала своєрідним викладом його теології та віри, адже планував використовувати її для авторизації (підтвердження авторства) свого листування. Малюнок печатки створив Лазарус Шпенглер, з яким Лютер поділився власним баченням та тлумаченням образів. 15 вересня 1530 року Лютер повідомив Пилипа Меланхтона, що принц наніс йому візит в Кобурзькій фортеці та приніс йому кільце з печаткою.

## Складові частини печатки, пов'язані з Лютером до 1530 року
Троянда була відома як емблема Лютера з 1520 року, коли Вольфранг Штекель в Лейпцигу видав одну з проповідей Лютера з портретом  реформатора на дерев'яній гравюрі. Це було перше зображення Лютера, створене сучасником. Лікарське кільце Лютера зображувало щит у формі серця — символі Святої Трійці. 

## Тлумачення компонентів
- Чорний хрест — символ хреста, на котрому був розп'ятий Ісус Христос.

Він знаходиться в центрі троянди та демонструє центральне значення жертви Христа, а також віру в смерть та подальше Воскресіння.
- Червоне серце — символ серця християн.

Оскільки хрест дає життя християнам, котрі своєю чергою повинні любити так, як любив Ісус.
- Біла троянда — символ радості та миру.

Троянда як символ Христа має п'ять пелюстків, що символізують п'ять ран Христових. 
- Золоті вогняні язики —  символ Святого Духа.

Вони розташовані посеред пелюстків троянди. Їх немає на початковій троянді Лютера, тому замість них часто зображують листки. Вогняні язики уособлюють Святого Духа, котрий зійшов на апостолів в день Сходження Святого Духа. Вони показують, що Святий Дух освячує християн та веде їх до щастя: любити свого Спасителя і нести свідоцтво своєї віри. Проповідь апостолів приносить плоди, оскільки Святий Дух хвилює і запалює серця.
- Синій фон — символ небес.

Він показує, що за радістю віри слідує початок нового життя на небі.
- Золоте кільце — символ вічності.

Як золото, котре не ржавіє і є самим дорогоцінним з металів, воно символізує вічне життя на небі, котре очікує на християн.

## Тлумачення печатки Лютером
Лист з тлумаченням печатки Лазарусу Шпенглеру, датований 8 липня 1530 року:
Благодать вам та мир від Господа Нашого. Ви хотіли пізнати, чи потрапила в крапку моя печатка, що ви мені вислали; я відповім Вам по-товариськи та викладу свої початкові думки, а також ту причину, за якою моя печатка є символом моєї теології. Першим повинен бути чорний хрест на серці, котрий пофарбовано в свій природний колір, так що мені буде нагадано, що віра в розп'ятого [Христа] водить нас в Царство Небесне. «Тому що серцем вірують до праведності» (Рим. 10:10). Хоча це й чорний хрест, котрий умертвляє і повинен також причиняти біль, він залишає серцю його природний колір. Він не спотворює природу, тобто не вбиває, а зберігає її живою. «Праведний вірою жив буде» (Рим. 1:17). А серце зображене в центрі квітки білої троянди, означає радість, втіху та мир, котрі приносить віра. Іншими словами, вона поміщає вірянина в білу троянду радості, «мир Мій даю вам; не так, як світ дає, Я даю вам» (Іоан 14:27). Троянді ж належить бути білою, а не червоною. Адже білий колір — це колір духовності та усіх янголів (див. Матвія 28:3; Іоан 20:12). Троянда пахне в небесно-блакитному полі. Й таке райське життя в дусі та вірі є початок майбутньої небесної втіхи. Поле оточене золотим кільцем. Це означає, що небесному блаженству немає кінця; воно буде тривати вічно. Воно дорожче всіх радостей та благ, точно так, як золото вище, благородніше, цінніше всіх металів. Це мій compendium theologiae [коротке викладення теології]. Я хотів представити це пояснення Вам в знак нашої дружби, в надії на Ваше розуміння. Так прийде Христос, наш Господь, з Вашою душею вічно. Амінь.

## Полеміка

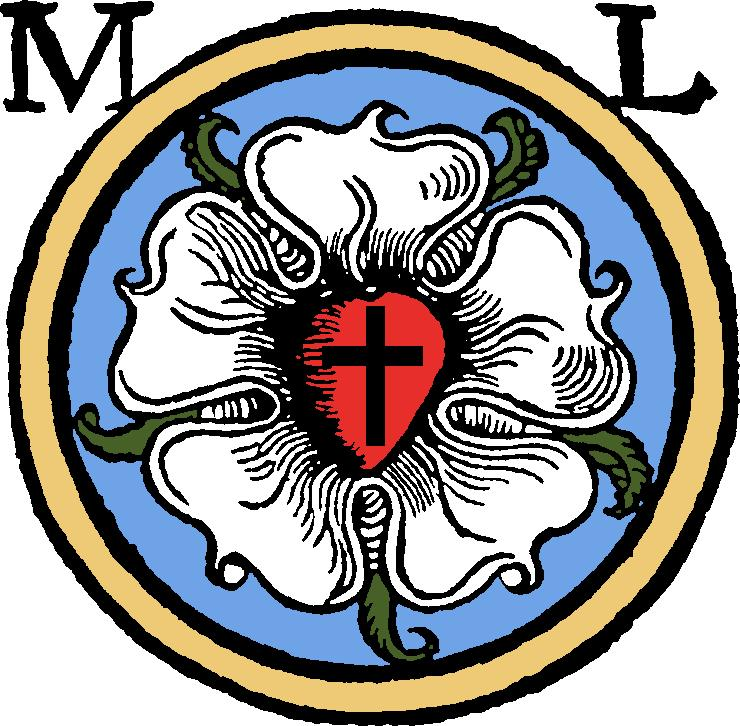

Деякі автори вбачають схожість між трояндою Лютера та символікою розенкрейцерів (див. статтю Луіса Шарьоне-Лассау «A propos de la rose emblématique de Martin Luther» в езотеричному журналі Regnabit, грудень 1925). Проте варто зазначити, що Мартін Лютер не міг знати про культовий символізм червоного та білого кольорів у культі цього ордену, адже той з'явився пізніше, в XVII столітті. 
Також обговорюється подібність троянди на перегорнуту сатанинську зірку.

## Використання в гербах
Троянду Лютера можна зустріти на німецьких, угорських, російських гербах. А також у вигляді ліпнини, що прикрашає стародавні стіни, на вітражах соборів та церков. Одним з найбільш відомих прикладів є зображення Троянди на вітражних вікнах поряд з левами та папугами церкви Августинського монастиря Ерфурта, у котрому жив Мартін Лютер, як монах-августинець.

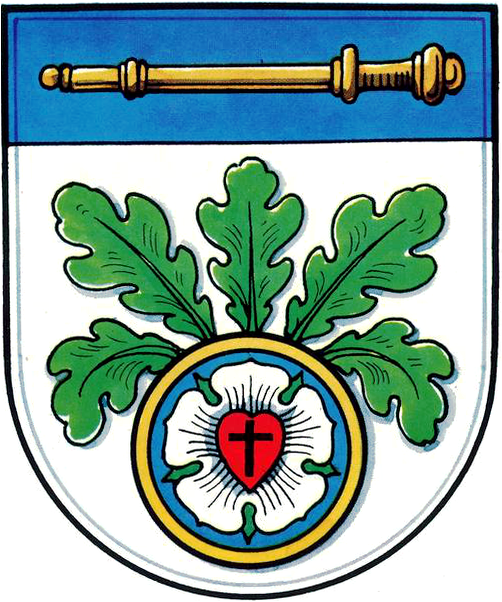
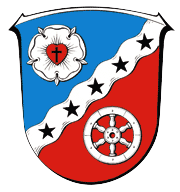
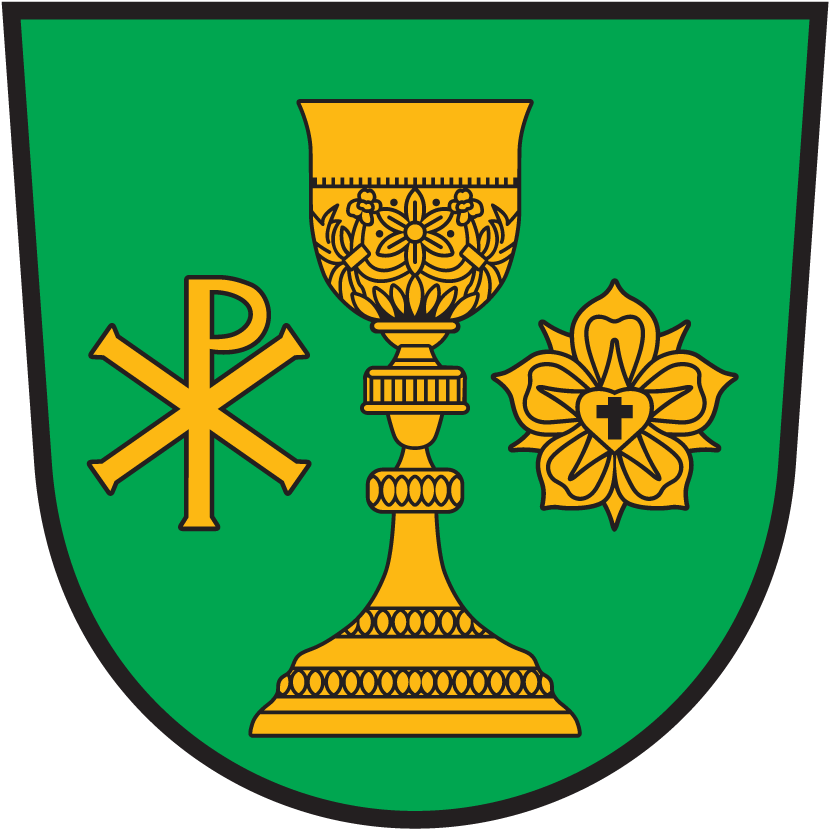
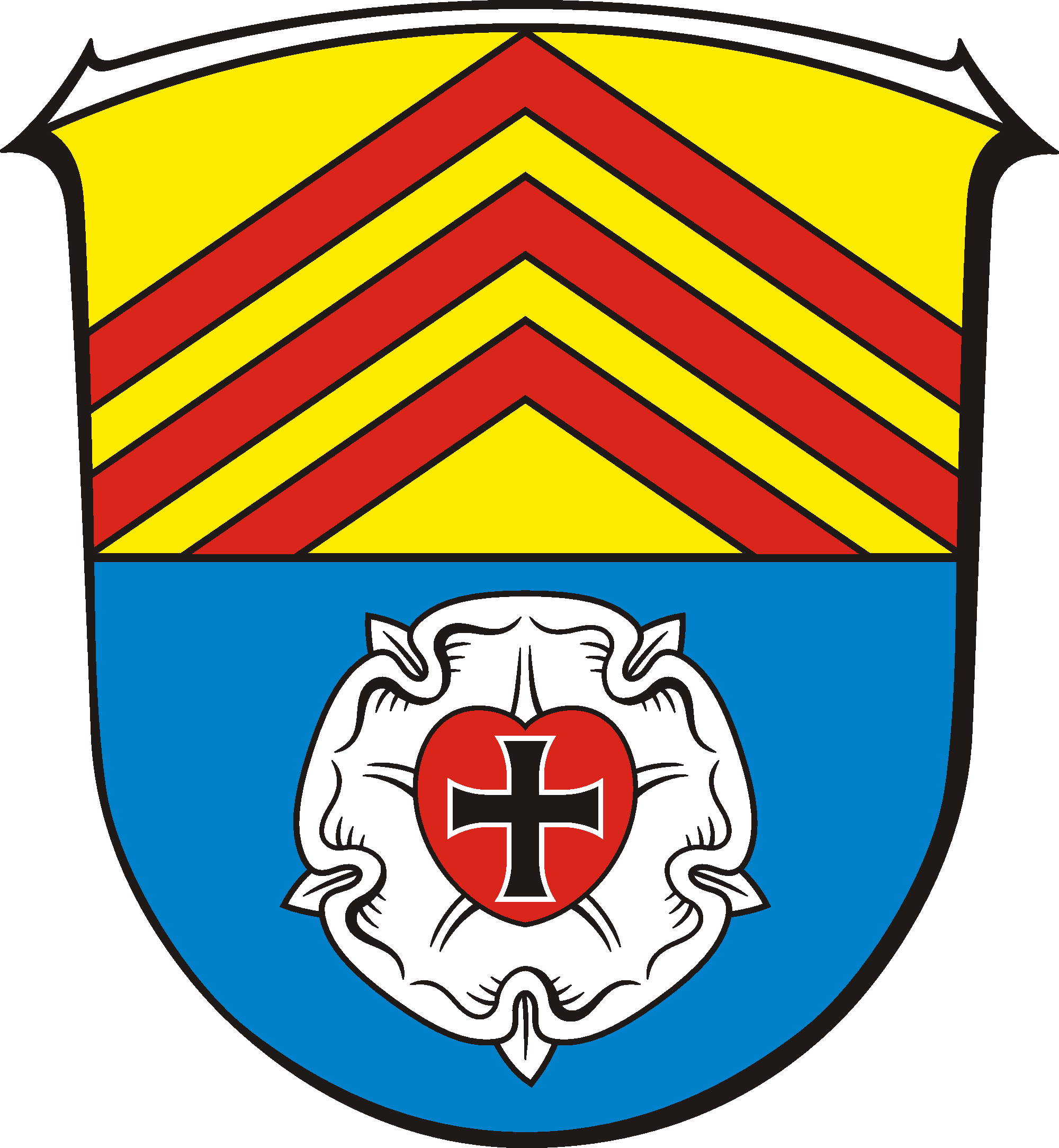
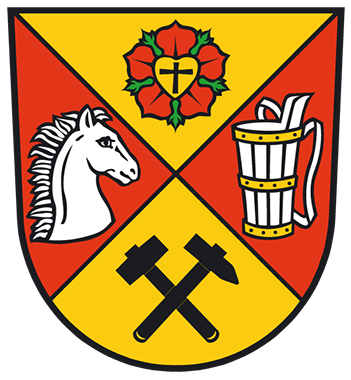
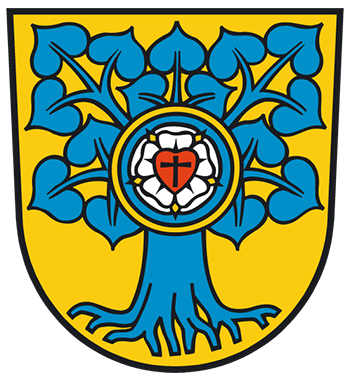

### Угорські герби

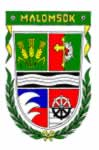
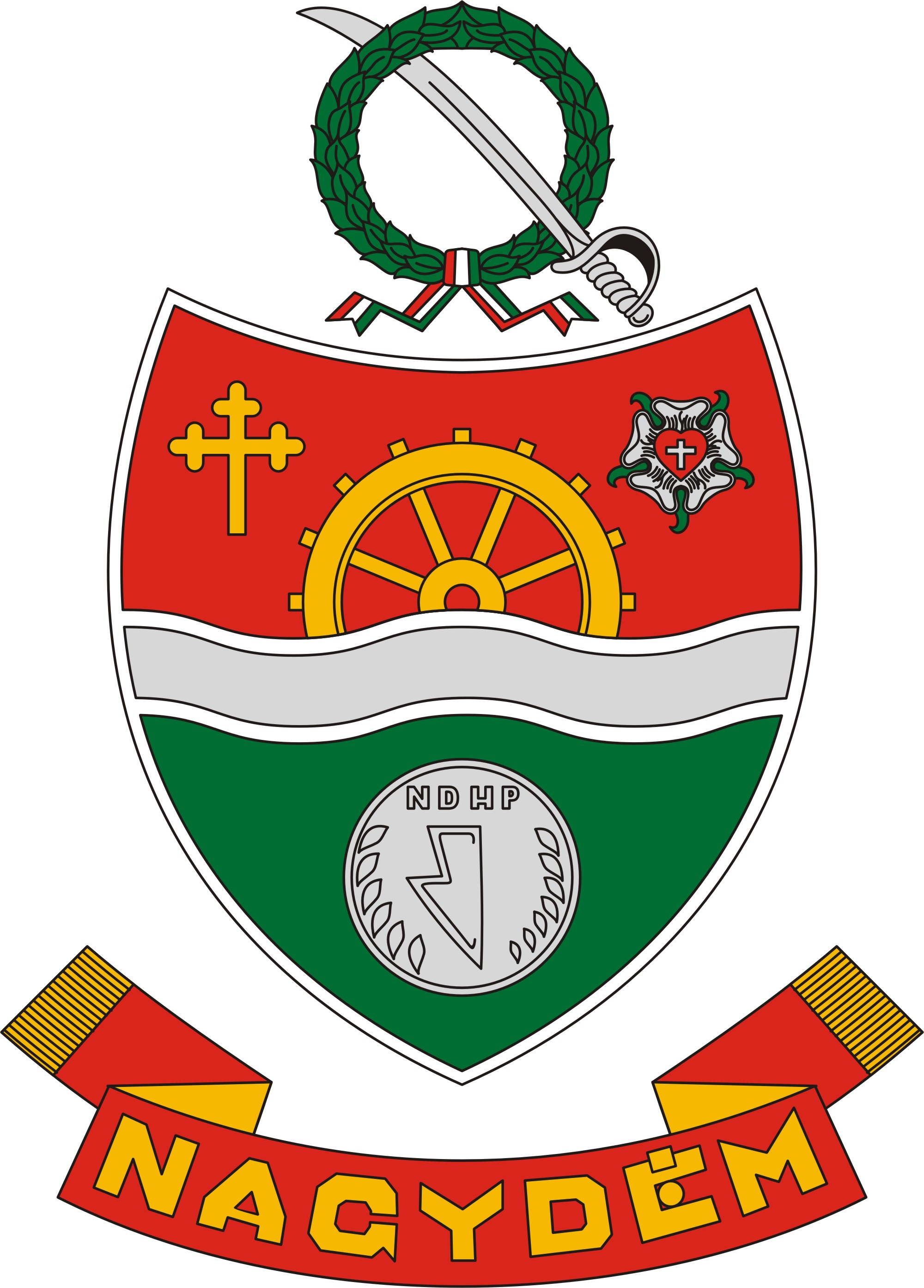
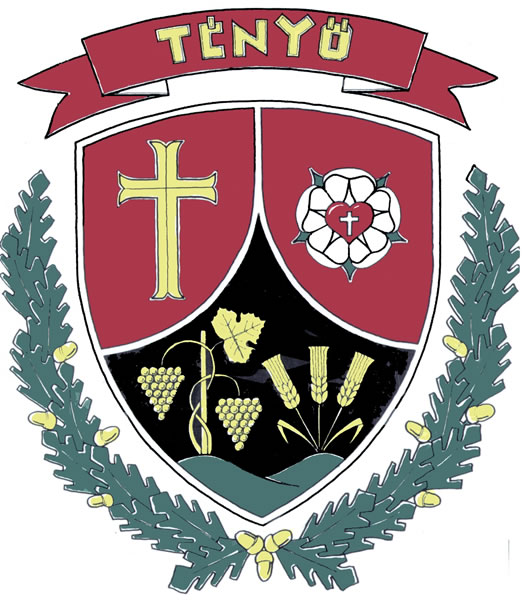

## Цікаві факти

Реформаторська булочка

- Кожного року, в День Реформації, зранку перед дверима майже усіх кондитерських та булочних Лейпцигу вишукується черга за так званими реформаторськими булочками — булочками з завернутими до центру кутиками у вигляді троянди Лютера.
- В романі Умберто Еко "Маятник Фуко" один з героїв переконує іншого, що Орден розенкрейцерів немало посприяв справі Реформації, тому обрана Лютером символіка не випадково збіглася з символікою розенкрейцерів.